# 国鉄8550形蒸気機関車

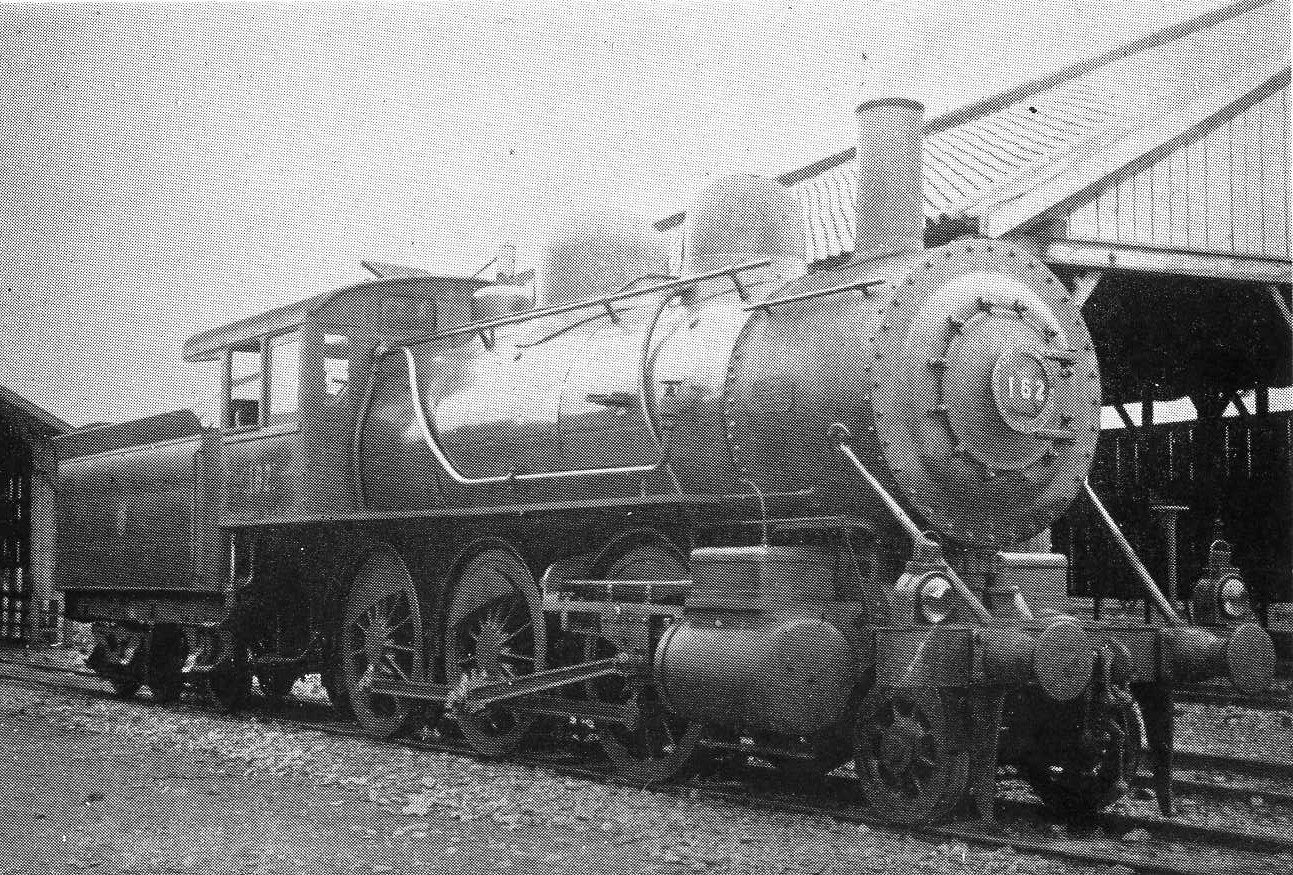
九州鉄道162。後の鉄道院8558

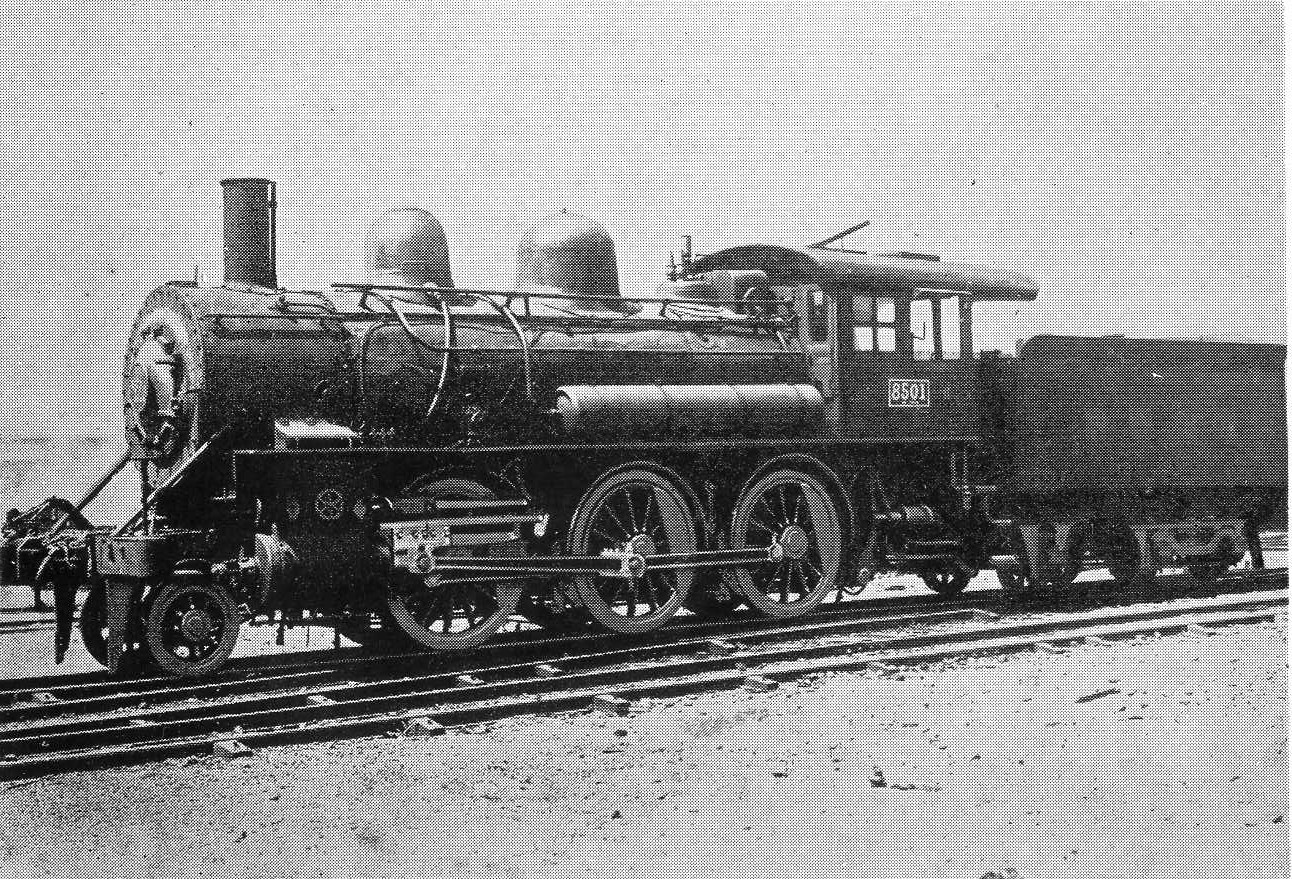
8500形（2代）8501

8550形は、かつて日本国有鉄道の前身である鉄道省等に所属したテンダー式蒸気機関車である。もとは、九州鉄道（初代）がアメリカのスケネクタディ（後のアメリカン・ロコモティブ）社から輸入したもので、1906年（明治39年）に制定された鉄道国有法により国に買収され、国有鉄道籍を得たものである。
九州鉄道は、使い勝手がよく安価な機関車として、1899年（明治32年）から1906年にかけ、数次にわたって61両を購入しており、これは明治時代に単一の私設鉄道に導入された機関車としては、日本鉄道がベイヤー・ピーコック社から60両を導入した4-4-0(2B)形機関車（後の鉄道院5500形）を押さえて最多両数である。九州鉄道が保有した機関車256両に対して4分の1弱を占める大所帯振りを誇った。
同形機は、台湾総督府鉄道向けに2両、樺太庁鉄道向けに5両が製造されており、樺太庁鉄道向けのものは1943年（昭和18年）の南樺太の内地化にともなって国有鉄道籍に編入されている。

## 概要
九州鉄道が、客貨両用の万能機関車として導入した車軸配置2-6-0(1C)の単式2気筒、飽和式テンダ機関車で、先に登場していた旅客用4-4-0(2B)形機関車（後の鉄道院5700形）、貨物用2-8-0(1D)形機関車（後の鉄道院9500形）の長所を取り入れた機関車として計画された。後の鉄道省C58形と同様の設計思想である。九州鉄道では、初号機の番号をとって154形と呼ばれた。
本形式の番号および製造の状況は次のとおりである。
- 1899年（12両） : 154 - 165（製造番号5261 - 5272）
- 1902年（12両） : 191 - 202（製造番号6153 - 6164）
- 1903年（6両） : 203 - 208（製造番号27803 - 27808[1]）
- 1904年（6両） : 209 - 214（製造番号27809 - 27814）
- 1904年（1両） : 215（製造番号29852[2]）
- 1905年（12両） : 216 - 227（製造番号30500 - 30511）
- 1906年（12両） : 252 - 263（製造番号41314 - 41325）

国有化後の1909年（明治42年）に制定された鉄道院の車両形式称号規程では、8550形（8550 - 8610）に改称された。
当初の配置は九州鉄道全域にわたり、国有化後は旧官設鉄道線の鹿児島線にも進出していたが、主な配置は鳥栖、熊本であった。大正中期には、前掲の他に大里（門司）、鹿児島、大分、浦上などであった。この機関車の特徴的な点は、使い勝手が良かったことから、後年九州から本州に渡り、山陽線沿線や東北地区にまで進出したことで、国有鉄道制式でない機関車としては異例な経過をたどっている。
さらに1921年（大正10年）度には、小倉工場で12両が蒸気過熱器を取り付けて、飽和式から過熱式に改造されている。それにともない、弁室部はスライド弁方式からピストン弁方式となった。当初計画では全機に及ぶ予定であったようだが、この12両のみで中止され、改造機は1923年（大正12年）3月に8500形（2代。8500 - 8511）に改称された。その詳細は次のとおりである。
- 8550 - 8553, 8579, 8581 - 8586, 8589 → 8500 - 8511

8500形分離後の8550形の配置は、43両が門司鉄道局に、6両が大阪鉄道局であったが、1935年（昭和10年）には九州島内には23両であったのに対し、広島・大阪両鉄道局に合わせて26両の配置で、ほとんどが入換用であった。さらに太平洋戦争後の1947年（昭和22年）にも若干の休車や据え付けボイラー代用車があったものの48両が健在で、四国鉄道局（4両・8558, 8562, 8571, 8577）や仙台鉄道局（4両・8555, 8557, 8570, 8578）、東京鉄道局（1両・8567）にも配置が広がっていた。神戸港で8562，8566，8575，8595の4両が入れ替え用に使用された。廃車は、1945年（昭和20年）から始まり、同年5月に1両、1947年に10両、1948年（昭和23年）に11両、1949年（昭和24年）に18両、1950年（昭和25年）に残りの9両が除籍され、形式消滅となった。
一方、過熱器取付改造を受けた8500形については、九州にとどまり、鳥栖や西唐津に配置されて支線用として使用されていたが、太平洋戦争末期から入換用として門司に集められ、1948年1月に5両、1949年に3両、1950年に4両が除籍され、形式消滅となっている。

### 8550形主要諸元
- 全長 : 14,630mm
- 全高 : 3,775mm
- 軌間 : 1,067mm
- 車軸配置 : 2-6-0(1C)
- 動輪直径 : 1,372mm
- 弁装置 : スティーブンソン式アメリカ形

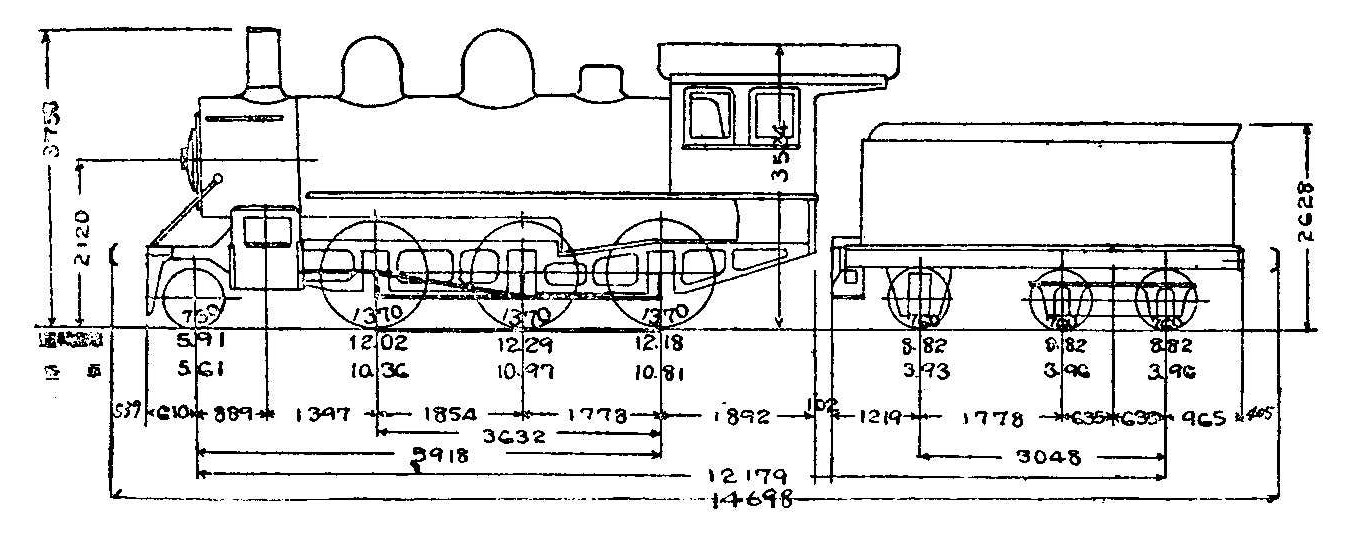
形式図

- シリンダー（直径×行程） : 432mm×610mm
- ボイラー圧力 : 12.7kg/cm2
- 火格子面積 : 1.56m2
- 全伝熱面積 : 105.6m2（8587 - 8610は108.8m2）
  - 煙管蒸発伝熱面積 : 98.2m2（8587 - 8610は101.4m2）
  - 火室蒸発伝熱面積 : 7.4m2
- ボイラー水容量 : 4.8m3
- 小煙管（直径×長サ×数） : 51mm×3,343mm×180本（8587～8610は190本）
- 機関車運転整備重量 : 42.38t
- 機関車空車重量 : 37.75t
- 機関車動輪上重量（運転整備時） : 36.91t
- 機関車動輪軸重（第2動輪上） : 12.29t
- 炭水車運転整備重量 : 26.46t
- 炭水車空車重量 : 11.88t
- 水タンク容量 : 11.05m3
- 燃料積載量 : 3.33t
- 機関車性能
  - シリンダ引張力 （0.85P）: 8,960kg
- ブレーキ方式 : 手ブレーキ、蒸気ブレーキ→真空ブレーキ→空気ブレーキ

### 8500形（2代）主要諸元
- 全長 : 14,679mm
- 全高 : 3,758mm
- 軌間 : 1,067mm
- 車軸配置 : 2-6-0(1C)
- 動輪直径 : 1,372mm
- 弁装置 : スチーブンソン式アメリカ形
- シリンダー（直径×行程） : 432mm×610mm
- ボイラー圧力 : 12.7kg/cm2
- 火格子面積 : 1.56m2
- 全伝熱面積 : 110.0m2
  - 過熱伝熱面積 : 27.5m2
  - 全蒸発伝熱面積 : 82.5m2
    - 煙管蒸発伝熱面積 : 75.1m2
    - 火室蒸発伝熱面積 : 7.4m2
- ボイラー水容量 : 4.2m3
- 大煙管（直径×長サ×数） : 127mm×3,260mm×22本
- 小煙管（直径×長サ×数） : 45mm×3,260mm×118本
- 機関車運転整備重量 : 44.58t
- 機関車空車重量 : 39.59t
- 機関車動輪上重量（運転整備時） : 37.58t
- 機関車動輪軸重（第2動輪上） : 12.80t
- 炭水車運転整備重量 : 26.89t
- 炭水車空車重量 : 12.51t
- 水タンク容量 : 11m3
- 燃料積載量 : 3.38t
- 機関車性能
  - シリンダ引張力（0.85P） : 9,180kg
- ブレーキ方式 : 手ブレーキ、空気ブレーキ

## 台湾総督府鉄道部110形
1910年（明治43年）に2両（製造番号48935, 48936）がアルコ・スケネクタディ工場で製造され、110形（110, 111）として納入された。これは、九州鉄道のものとほとんど変わるところがなかった。1931年（昭和6年）に第一種休車となり、1934年に110号が、1936年に111号が廃車となった。

## 樺太庁鉄道20形
1921年（大正10年）、5両が導入されたもので、こちらはアルコ社クック工場製（製造番号63095 - 63099）であった。すでに過熱式の高性能機関車が量産されている時期に「20年前の最新鋭機」の導入とは不可解なものがあるが、商社の売込みにより、既設計の同形車の導入をしたと見るべきであろう。当時の樺太庁鉄道の仕様に従い、ブレーキ装置は真空式で、内地の車両に先駆けて自動連結器を装備していたが取付位置が低かった。また、煙突が原型のパイプ式に対して鋳物製、動輪のスポークの本数が原型13本に対して12本であるなど、若干仕様に差があった
形式番号は当初20形（20 - 24）と称していたが、1922年（大正11年）に8400形（8400 - 8404）に改称され、1928年（昭和3年）に鉄道省の同形機に準じて8550形（8550 - 8554）に改められた。1943年4月1日付けで南樺太の内地化が行われ、樺太庁鉄道は鉄道省に編入されたため、これらは旧九州鉄道車の続番（8611 - 8615）に改称された。
1945年8月のソ連軍による南樺太占領にともない接収され、翌年ソ連国鉄に編入されたが、8612が大型の給水温め機を煙突前につけ、自動連結器の取り付け位置上げ、コンプレッサー増設、ソ連蒸機特有のボイラ下寄りの煙室扉化がされていたこと以外、その後の動向は明らかでない。